# Levente
Levente (asi 1012 – 1046?) byl nejstarší syn nitranského knížete Vazula z rodu Arpádovců.
Poté, co v roce 1031 uherský král Štěpán nechal oslepit Leventeho otce, odešel spolu s mladšími bratry Ondřejem a Bélou do Čech, kde nalezli azyl. Z pražského dvora pokračovali do Polska, kde se Béla oženil s Ryksou z dynastie Piastovců. Ondřej a Levente odešli do Kyjeva. V létě 1046 se na výzvu biskupa Gerarda Sagreda vrátili do Uher, kde vládl Petr Orseolo. Využili příležitosti a stali se vůdci živelného pohanského povstání namířeného proti cizincům a kléru. Petr Orseolo se pokusil uprchnout na dvůr císaře Jindřicha III., ale byl polapen, uvězněn, oslepen a vykastrován.
Levente se nikdy nestal křesťanem, a proto jej v nástupnictví na uherském trůně přeskočili jeho mladší bratři Ondřej I. (král v letech 1046–1060/1061) a Béla I. (král v letech 1060–1063).
| „                         | Léta Páně 1047 se stal králem Ondřej I. a jeho bratr Levente mu pomáhal vládnout... | “ |
| — Spišskosobotská kronika |                                                                                     |   |